# 菊野紗史
菊野 紗史（きくの さちか、1978年10月11日 - ）は、長崎放送で、活動しているローカルタレント。

## 来歴・人物
長崎県長崎市出身
既婚者で息子が2人いる。

## 現在の担当番組
- あっぷる（長崎放送）2005年4月 - 2007年3月、2017年4月 -
- ときめきバザール（長崎放送）
- あさかラ!（NBCラジオ) 2017年4月 -

## その他
- 突撃！南島原情報局（Youtube・南島原市が制作した同市のブランディングムービー）